# Луис Отавио
Луис Отавио Коста де Акино (порт.-браз. Luis Otávio Costa de Aquino; родился 12 апреля 2007, Бебериби, Сеара, Бразилия) — бразильский футболист, опорный полузащитник клуба «Интернасьонал».

## Клубная карьера
Воспитанник команд «Палмейрас» и «Жуазейру», в 2022 году Луис присоединился к «Интернасьоналу». 19 октября 2024 дебютировал за клуб, выйдя на замену в матче Серии A против «Гремио».